# Autobazar
Autobazar je prodejna automobilů, které nejsou zcela nové, právě vyrobené. Většinou se zde prodávají vozidla, se kterými už někdo jezdil a jako použité je nabídl do autobazaru dalším zájemcům. Najdeme zde vozidla zakoupená v ČR, v zahraničí, a také vozidla po druhém i třetím majiteli. Taková vozidla jsou označována jako ojeté vozy.

## Výhody autobazaru – Výhody nákupu ojetého vozu
Výhoda nákupu automobilu v autobazaru je především v nízké pořizovací ceně vozidla. S každým ujetým kilometrem cena vozu klesá, a autobazar umožňuje pořídit si funkční vozidlo za zlomek ceny nového. Toho využívají zákazníci, pro které je nové vozidlo finančně nedostupné, ale přesto chtějí jezdit. V autobazarech najdeme vozidla rodinná, nenápadná, stejně jako luxusní limuzíny, terénní vozy, motorky i užitková vozidla.

## Nevýhody autobazaru – Nevýhody nákupu ojetého vozu
Hlavní nevýhodou autobazaru je nejistota zákazníků, co si vlastně kupují. Prodejce, zaměstnanec autobazaru chce vozidlo co nejdříve prodat, je tedy v jeho zájmu popsat vůz jako bezchybný a ideální pro potřeby zájemce. Zákazník, který si vozidlo vybírá, naopak celkem oprávněně pochybuje, že vozidlo, které už někdo roky řídil, je stejně funkční, jako když sjelo z výrobního pásu. 
Obecně je velmi důležité před koupí zkontrolovat technický průkaz - mimo jiné zde můžete vyčíst, zda vozidlo není zatížené leasingem nebo zástavním právem. To patří mezi nejvážnější potíže při nákupu ojetého vozidla. 
Je také třeba zkontrolovat identifikační číslo vozidla (VIN) a nepodlehnout marketingovým trikům autobazaru.

## Strategie velkých autobazarů
Pro velké české autobazary, jako jsou AAA AUTO nebo Auto ESA, je klíčovým úkolem své zákazníky uklidnit, že zde se neklame. Chtějí prodávat dlouhodobě, proto musí budovat důvěru ve svou značku. Musí bojovat proti třem hlavním strachům zákazníků:
1. že koupí vůz s přetočeným tachometrem
2. že koupí odcizený vůz
3. že koupí bouraný vůz

Dále že ojeté vozidlo nemá skryté vady, že bude jezdit i za rok či za dva.

## Záruky v autobazaru
Velké autobazary poskytují záruky a garance, které se blíží zárukám prodejců nových vozidel.
- záruku na právní původ vozidla
- garanci na skutečný počet najetých kilometrů
- záruku na číslo karoserie i motoru
- servisní knížku ke každému vozu
- záruku okamžitého servisu

Při nákupu autobazary zjišťují skutečné stáří vozidel, zda vozidlo nebylo bourané či odcizené, jaký je skutečný stav najetých kilometrů. To vše bez ohledu na to, co o vozidle říká předchozí majitel či servisní knížka.